# Hanna Kasjanowa

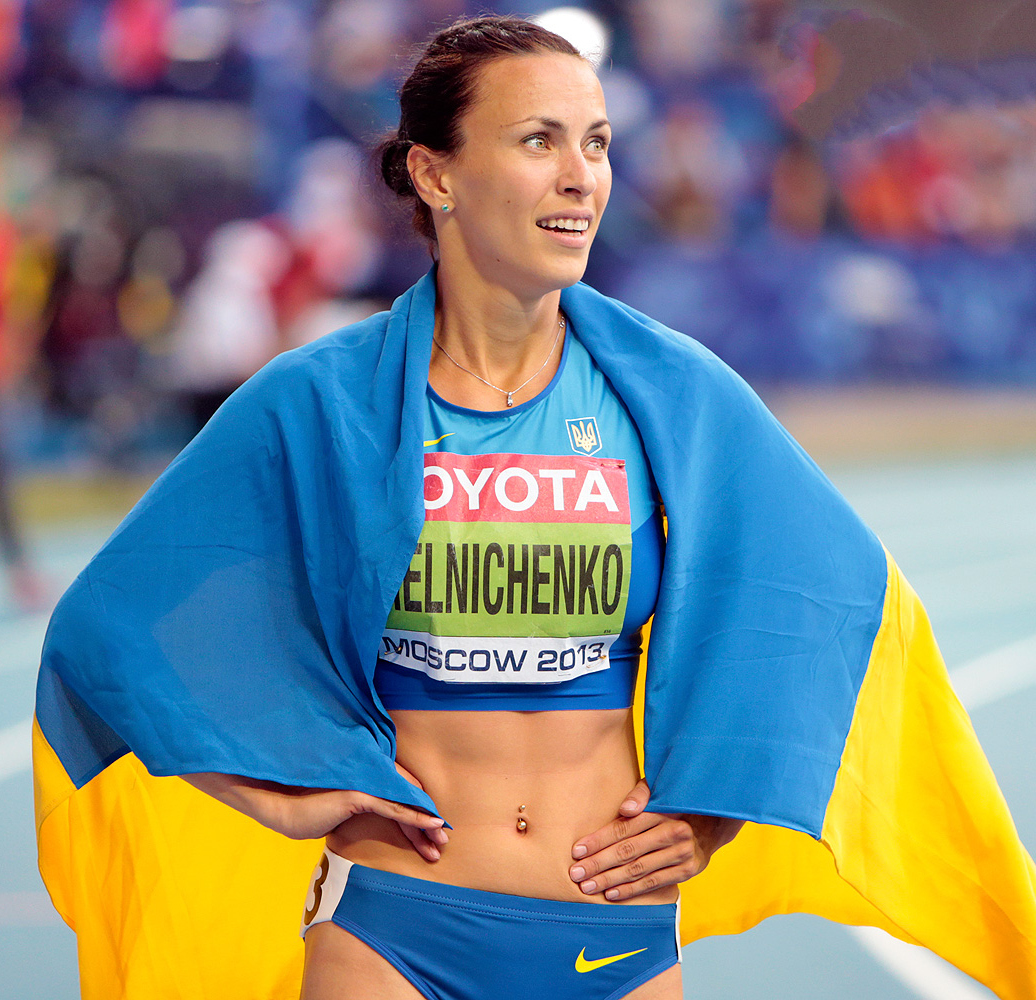
Melnytschenko bei den Weltmeisterschaften 2013

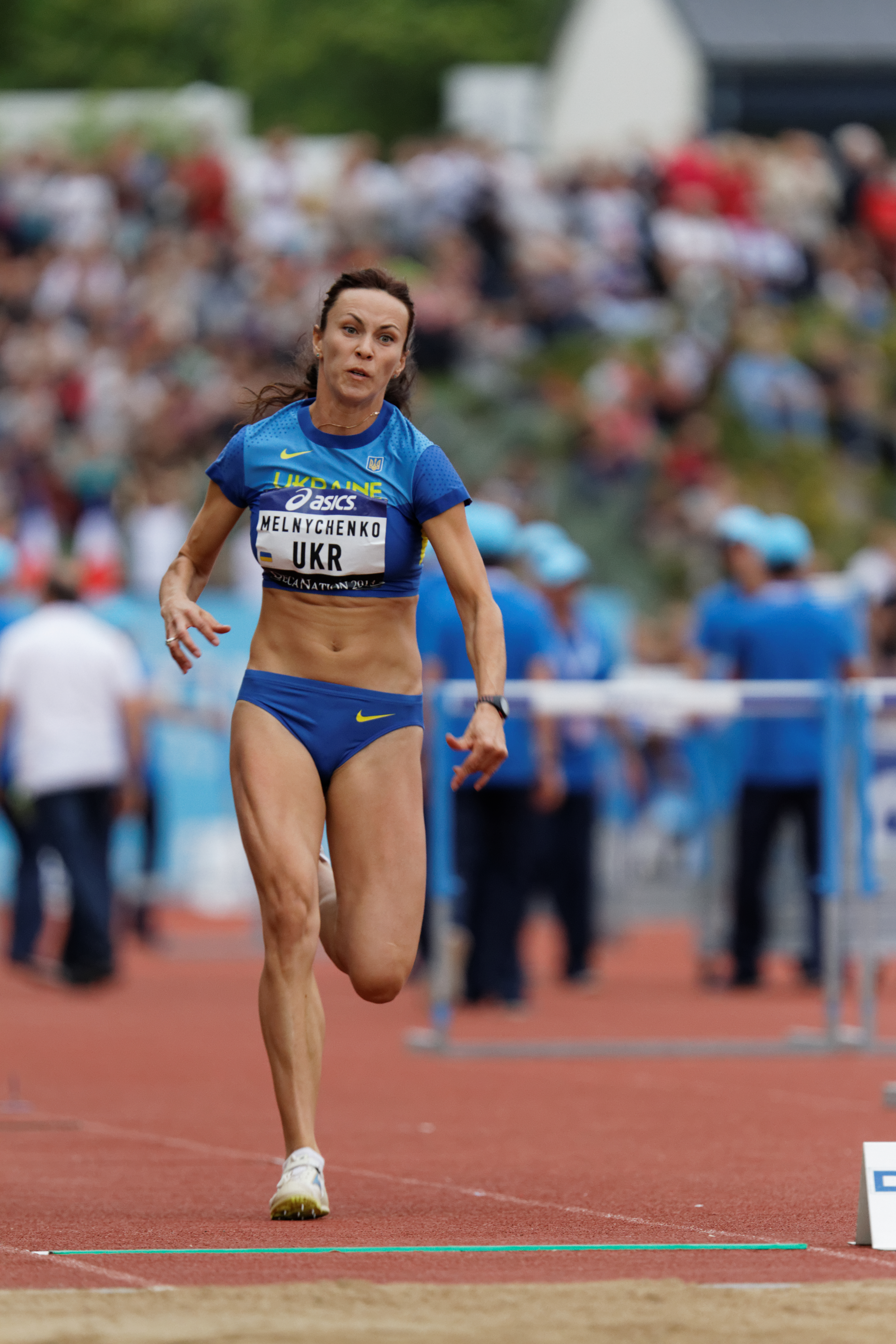
Melnytschenko beim Decanation 2014

Hanna Anatolijiwna Kasjanowa, geborene Melnytschenko, (ukrainisch Ганна Анатоліївна Касьянова (Мельниченко); * 24. April 1983 in Tiflis) ist eine ehemalige ukrainische Siebenkämpferin.

## Sportliche Laufbahn
Melnytschenko bestritt ihren ersten Siebenkampf 2002 und erreichte 5083 Punkte. Bereits in ihrem zweiten Wettkampf gewann sie im Juli 2003 mit 5523 Punkten den ukrainischen Meistertitel. 2006 übertraf sie in Arles mit 6055 Punkten erstmals die 6000-Punkte-Marke; bei den Europameisterschaften 2006 belegte sie mit 5942 Punkten den 16. Platz. Nach einem zehnten Platz bei den Halleneuropameisterschaften 2007 verbesserte sie beim Europacup in Stettin ihre persönliche Bestleistung auf 6143 Punkte. Bei den Weltmeisterschaften 2007 gab sie in der ersten Disziplin auf.
Im Jahr 2008 übertraf sie in allen sechs Wettkämpfen ihre bisherige Bestleistung, die höchste Punktzahl erreichte sie im Juli in Kiew mit 6348 Punkten. Bei den Olympischen Spielen 2008 in Peking wurde sie mit 6165 Punkten 14. Im Jahr 2009 steigerte sie sich mit einem zweiten Platz beim Mehrkampf-Meeting Götzis auf 6445 Punkte. Bei den Weltmeisterschaften 2009 erreichte sie mit 6414 Punkten den sechsten Platz. 2010 übertraf sie in sechs Siebenkämpfen nur zweimal die 6000-Punkte-Marke, bei den Europameisterschaften trat sie nach drei ungültigen Versuchen im Weitsprung nicht mehr zum abschließenden 800-Meter-Lauf an.
Bei den Hallenweltmeisterschaften 2012 wurde sie Siebte und bei den Olympischen Spielen in London kam sie auf den zehnten Platz. Im März 2013 gewann sie bei den Halleneuropameisterschaften im schwedischen Göteborg die Bronzemedaille im Fünfkampf mit 4604 Punkten. Im August 2013 wurde sie mit 6586 Punkten in Moskau Siebenkampfweltmeisterin. Alle drei Medaillengewinnerinnen im Siebenkampf der Olympischen Spiele 2012 in London fehlten jedoch aufgrund von Verletzungen.
Am 18. Oktober 2014 heiratete sie den ukrainischen Zehnkämpfer Oleksij Kasjanow. Bei den Weltmeisterschaften 2015 war sie gemeldet, trat aber nicht an.

## Doping
Kasjanowa wurde aufgrund einer positiven Doping-Kontrolle außerhalb des Wettkampfs im April 2017 vom Leichtathletikweltverband IAAF für die Zeit vom 22. Mai 2017 bis 21. Februar 2018 gesperrt.